# Зінкевич Ігор Володимирович
Зінкевич Ігор Володимирович (нар.09 червня 1983р., Львів, Українська РСР)  -- український політик, медіаексперт, депутат Львівської міської ради VII скликання, співзасновник ГО «Варта-1»
 , завідувач музею-заповідника «Олеський замок» .

## Життєпис
Народився 9 червня 1983 року у м. Львові. У 2000 році закінчив середню загальноосвітню школу I-III ступенів №91 м. Львова. Далі вступив у Львівську комерційну академію за спеціальністю «Економічна кібернетика». У 2005 році успішно завершив навчання.

## Освіта
У 2005 році закінчив Львівську комерційну академію, спеціальність - «Економічна кібернетика».

## Професійна діяльність
• З 2003 року працював у ТзОВ «ВАНДЕМ» на посадах комірника-вантажника та менеджера з роздрібної торгівлі.
• У 2007 році обіймав посаду менеджера, а згодом керівника сервісного відділу в ТОВ «УЗ ДЕУ Львів».
• З 2009 року — менеджер з послуг у ТзОВ «Компанія “Лізинговий дім”».
• У 2010–2013 роках працював менеджером з продажу реклами в ТОВ «Імідж TV».
• З 2014 по 2019 рік — спеціаліст штабу Львівського міського управління ГУ МВС України у Львівській області.
• З жовтня 2019 року — помічник генерального директора Львівської національної галереї мистецтв імені Б.Г. Возницького.
• У вересні 2024 року призначений завідувачем музею-заповідника «Олеський замок».

## Громадська та політична діяльність
• У 2014 році заснував громадську організацію «Варта 1», яка стала відомою завдяки оперативному інформуванню про події у Львові.
• З 2015 по 2020 рік — депутат Львівської міської ради 7-го скликання від партії «УКРОП», член постійної комісії з питань землекористування.
• У 2015 році балотувався на посаду міського голови Львова.
• У 2019 році — кандидат у народні депутати України по 116 округу Львівської області як самовисуванець .
• З 2020 року — голова громадського руху та політичної партії «ВАРТА», депутат Львівської міської ради 8-го скликання.
•2020 р. і до тепер - член Вищої ради політичної партії «ВАРТА»;
•жовтень 2020 р. – обраний депутатом Львівської міської ради 8-го скликання, висунутий Львівською обласною організацією політичної партії «ВАРТА».

## Резонансні справи
Ігор Зінкевич базуючись на власній оперативності команди "Варта-1" одним із першим повідомив про втрату Ірини Фаріон
.

## Родина
Мати - Зінкевич Галина Володимирівна за фахом кравчиня, батько - Зінкевич Володимир Ярославович,  економіст.
Одружений. У шлюбі з Роксоланою Зінкевич. Має сина — Марка Ігоровича Зінкевича, 2019 року народження.